# St. Nikolaus (Laas)

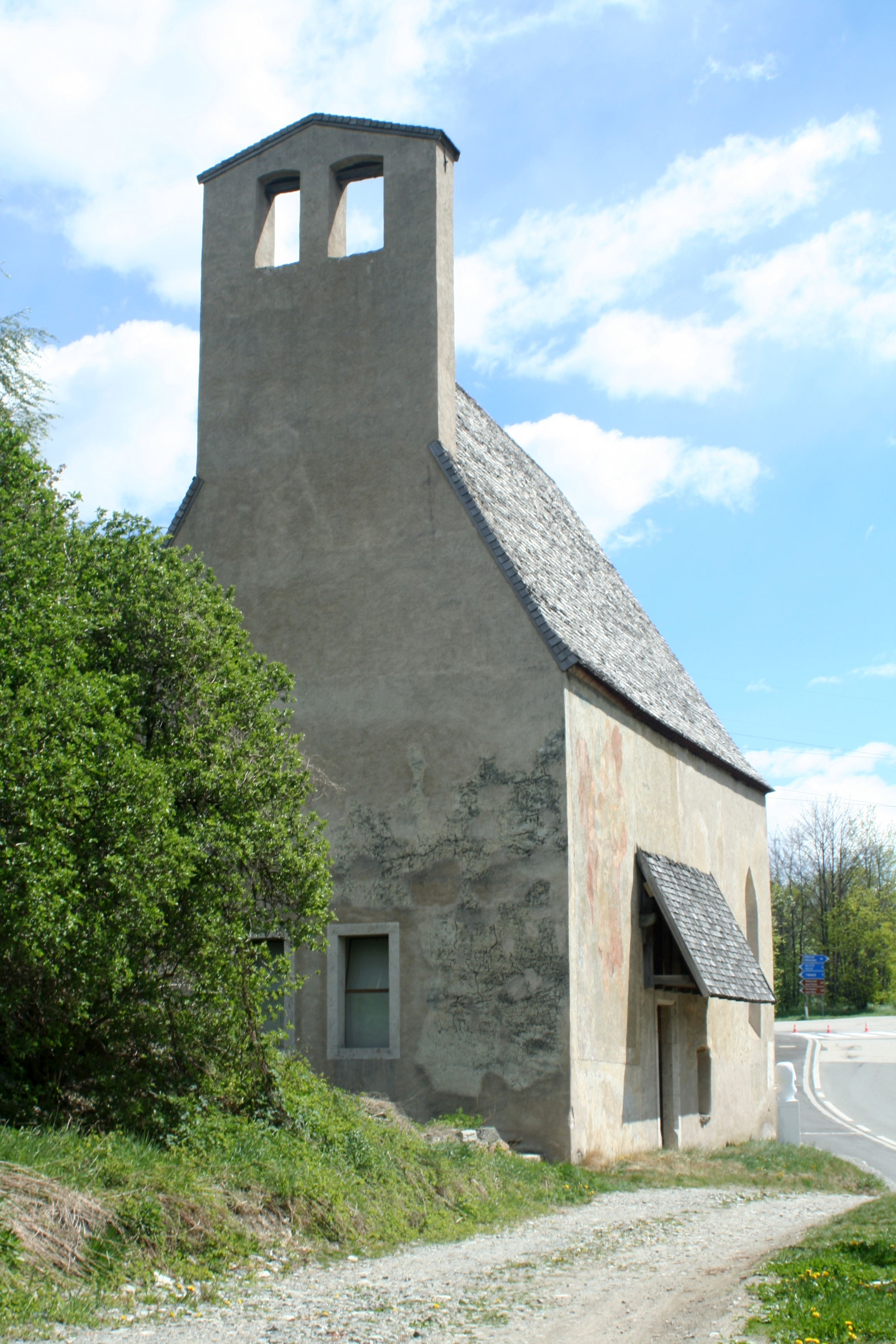
St. Nikolaus von Südwesten

Die ehemalige kleine Kirche St. Nikolaus (umgangssprachlich „Sonta Clas“) steht auf dem Gebiet der Gemeinde Laas in Südtirol, wo die alte Vinschger Straße in die Staatsstraße 38 einmündet.

## Geschichte
Erstmals erwähnt wird das Bauwerk, als ein Benedikt, Subdelegat des päpstlichen Kommissärs Johannes in Purgo, der „Nikolauskapelle von Laz“ am 30. April 1390 einen Ablass verleiht, weil die Mittel zum Weiterbau fehlen.
Aus der Zeit des Pfarrers Simon Tröger sind aus dem Jahre 1722 noch Aufzeichnungen vorhanden, in denen die Stiftungen, Jahrämter und verschieden monatlich anfallenden Tätigkeiten des Pfarrers niedergeschrieben sind. Unter anderem findet sich der Eintrag:

„Den 12. Juli ist ain Procession mit dem hoegstn Gueth und Absingung der 4 Evangelia zu St. Nicolaus und alldorten ain Ambt zuhalten so anno 1702 wöeg erhaltner Schaden der Läan verlobt worden, der Ursach auch der Pann feygraben und dieser tag zu halten sindt, darfir hat ain Pfarrherr von der gemain zu empfach 1 fl.“

Eben 1702 war wieder eine riesige Mure abgegangen, hatte die meisten Höfe vom Lahngraben abwärts bis ins Dorf vernichtet und auch dort noch sehr großen Schaden angerichtet. Später wurde diese Prozession am 10. Juli, dem Margarethen-Tag abgehalten.
Im Jahre 1786 wurde auch diese Kirche von den Reformen des Kaisers Joseph II. betroffen. Bis zu diesem Zeitpunkt wurden an Martini, an St. Katharina, zum Patrozinium am 6. Dezember und am Sonntag nach Maria Magdalena die hl. Messe gelesen. Auch:

„....am Fest St. Anna ist ain ambt bei St. Niclaus mit vorgehender Vesper und ist ain verlobter Feyrtag“

Kreuzgänge nach der Kirche St. Nikolaus wurden noch an St. Markus und am Mittwoch bei den Bitttagen abgehalten.
Nach der Profanierung durch Joseph II. zogen die Gläubigen an den Bitttagen auch noch nach Eyrs zur Kapelle St. Josef, bis auch diese aufgegeben wurde.
Das Gebäude wurde dann als Lagerhalle und Geräteschuppen genutzt, bis es im Jahre 1984 unter die Obhut des Denkmalamtes kam. Seitdem wurden Sanierungsarbeiten durchgeführt, sodass das Gebäude heute für Ausstellungen und ähnliches genutzt werden kann.

## Bauwerk
Das heute vorhandene Bauwerk ist von Westen nach Osten ausgerichtet und stammt als spätgotischer Bau aus der Zeit um 1500. Es verfügt über Netzgewölbe, die im Kirchenschiff und in Chor gleich breit sind, zwei Spitzbogenfenster mit Maßwerk, polygonalem Chorabschluss und einem Glockengiebel für zwei Glocken über der Westwand. Die Eingangstür ist überdacht und befindet sich in der Südfassade, rechts daneben eine Nische mit Fresken von St. Martin zu Pferd und ein Grabtuch Christi.

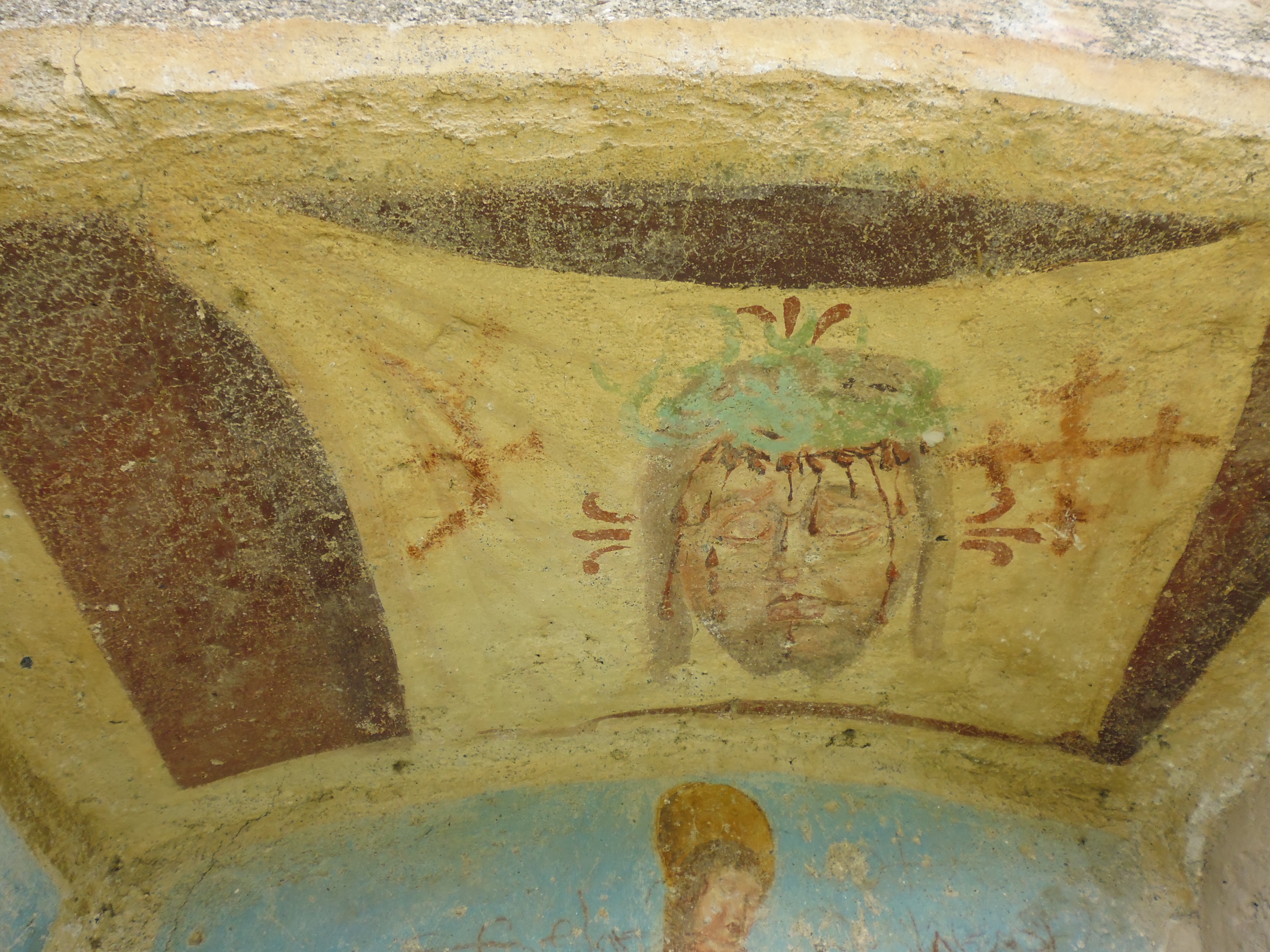
Fresko vom Schweißtuch der Veronika

Durch zahlreiche Murenabgänge wurde die Kirche selbst auch in Mitleidenschaft gezogen. Bei den Trockenlegungsarbeiten an der mehrere Meter tief eingeschotterten Nordmauer stieß man auf Mauerreste einer kleinen Kapelle – ca. 3 × 3 Meter mit einer gegen den Berg gerichteten, halbrunden Apsis. Die Mauern waren zum Teil übertüncht und enthielten Freskenreste aus der Zeit etwa 1416 bis 1420. Die Fresken zeigen eine kolorierte Madonna, und sind in den relevanten Teilen erhalten. Das Bild ist in echter Freskotechnik auf nassem Verputz gemalt, die Heiligenscheine und Ornamente sind in den Mörtel gedrückt. Aufwändig restauriert findet es sich jetzt im Gemeindehaus von Laas. Dazu gibt es eine Darstellung eines heiligen Bischofs, von dem allerdings nur Bruchstücke vorhanden sind und bei dem es sich um den Schutzpatron, den hl. Nikolaus, handeln dürfte, dazu eine viel kleinere Stifterfigur mit Spruchband. Diese Kapelle wird von Fachleuten auf das späte 14. Jahrhundert geschätzt, womit sie mit der für 1390 erwähnten Kapelle identisch wäre.
Über sehr wahrscheinlich vorhanden gewesene Glocken ist nichts bekannt.
Das Landesdenkmalamt berichtet:

„Zum Zeitpunkt des neuen Kirchenbaues muss die Kapelle noch bestanden haben und diente vielleicht als Sakristei, wie eine Türausnehmung am nordseitigen Mauerwerk der heutigen Kirche zeigt. Der kleine Komplex ist aber zudem mit einer komplizierten Abfolge erstellt. Die Reste der Südmauer des Kapellchens weisen mehrere Rundbögen auf, deren Funktion unklar ist. Durch den Boden ziehen zudem zwei Kanäle, die in diese Rundbögen münden. Die jüngsten von zwei Bögen sind in Ziegeln ausgeführt, deren Formate als verhältnismäßig jung erscheinen, zumindest nach-barock. Entlang zweier Kapellmauern liegen niedere Sockel in Ziegeltechnik, von denen einer eine Reihe von schrägen Ausnehmungen aufweist. Die Mauern der Kapelle und auch die Verstärkungsmauer vor der Apsis sind in gutem Kalkmörtel ausgeführt, der Innenputz jedoch ist mit Lehm verschmiert und dieser Lehmbewurf ist sodann durch einen Brand versiegelt worden. Es scheint, daß der Raum als Wasserkammer Verwendung gefunden haben könnte. Noch später ist die Kapelle durch Murbrüche mit Schotter aufgefüllt worden, so daß heute keine Überlieferung mehr davon weiß.“

Auch die Christophorus-Fresken an der Südfassade wurden restauriert, allerdings haben die Witterungseinflüsse das Bild stark verblassen lassen.
Im Inneren ist der sakrale Charakter verschwunden. Bei der Restaurierung 1984 wurden der Innenraum getüncht und die Rippen des Kreuzgewölbes ockergelb gefasst.